# Nishiawakura
Nishiawakura (西粟倉村?) è un villaggio giapponese della prefettura di Okayama.